# Saint-Clair (Ardèche)
Saint-Clair è un comune francese di 1 098 abitanti situato nel dipartimento dell'Ardèche della regione dell'Alvernia-Rodano-Alpi.

## Società

### Evoluzione demografica
Abitanti censiti